# アラタンオチル
アラタンオチル（モンゴル語:ᠠᠯᠲᠠᠨᠸᠴᠢᠷ Altanochir、阿勒坦鄂齋爾）は、中華民国時代の軍人・政治家。モンゴル族。号は宝珍。綏遠オルドス（鄂爾多斯）右翼後旗（現在の内モンゴル自治区ハンギン旗（杭錦旗））の人。

## 事績
若年時代から王府、旗府で文書工作を担当していた。27歳でハンギン旗ジャサク郡王を継承する。中華民国成立後は、臨時参議院参議や安福国会時の衆議院議員を務めた。
1924年（民国13年）、イフ・ジョー（伊克昭盟）副盟長となった。1928年（民国17年）、包頭区防副司令となる。1933年（民国22年）、ハンギン保安司令を樹立して自ら保安司令となり、1934年（民国23年）3月、蒙古地方自治政務委員会委員に任ぜられた。1936年（民国25年）1月、綏遠省において蒙古各盟地方自治委員会副委員長をつとめている。1937年（民国26年）2月、陸軍中将に任命された。
日中戦争勃発後の1937年（民国26年）10月に蒙古聯盟自治政府が成立すると、アラタンオチルは同政府の参議会参議となる。翌年2月、イフ・ジョー盟副盟長を兼任し、蔣介石を支持した盟長シャクトルジャップ（沙克都爾札布）に代わって盟長の職務を執行した。1939年（民国28年）9月1日、蒙古聯合自治政府が成立すると、興蒙委員会委員、オルドス挺進軍総司令となり、引き続きイフ・ジョー副盟長も務めている。1941年（民国30年）、内モンゴル西部に設立された臨時行政区行政長官と警衛師第12師中将師長も兼任した。
蒙古自治邦崩壊後、アラタンオチルは内モンゴル人民共和国の政府委員・交通委員に選ばれた。また、傅作義からイフ・ジョー盟保安師師長に任命される。1947年（民国36年）、イフ・ジョー盟のジャサク（扎薩克）・副盟長となった。1949年（民国38年）春、定遠営（現在のアルシャー盟）においてデムチュクドンロブ（徳王）らが主導する蒙古自治籌備委員会の主任委員に就任したが、同年4月16日に病没した。享年68。

## 注
1. ↑  東亜問題調査会編（1941）、1頁の表記による。
2. 1 2 3 4 5 6 7  徐主編（2007）、782頁。
3. 1 2 3  劉主編（2005）、1294頁。
4. 1 2 3 4 5  東亜問題調査会編（1941）、1頁。
5. ↑  徐主編（2007）、782頁と劉主編（2005）、1294頁による。 東亜問題調査会編（1941）、1頁によれば、1931年（民国20年）、蒙古地方自治政務委員会委員・ハンギン保安司令部司令となり、陸軍中将に任ぜられた、としている。
6. ↑  徐主編（2007）、862頁と劉主編（2005）、1294頁は、後に盟長に昇進したとしている。